# Rejon cumadyński
Rejon cumadyński (ros. Цумадинский район, aw. Цӏумада мухъ) – jednostka administracyjna wchodząca w skład Dagestanu w Rosji.
Centrum administracyjnym rejonu jest wieś (ros. село, trb. sieło) Agwałi.

## Geografia
Powierzchnia rejonu wynosi 1178,48 km² i znajduje się on w południowo-zachodniej części Dagestanu. Graniczy z rejonem botlichskim, achwachskim, szamilskim, tliaratyńskim i cuntyńskim wchodzącymi w skład Dagestanu, a także z Czeczenią i z Gruzją.
Główną rzeką rejonu jest Andijskoje Kojsu.

## Demografia
W 2021 roku rejon zamieszkiwało 26 692 osób.
Grypy etniczne i narodowości w 2021 roku:
- Awarowie – 26 374 (98,8%)
- inny – 318 (1,2%)